# Manuel Pereira Forjaz
 (avril 2020).
Si vous disposez d'ouvrages ou d'articles de référence ou si vous connaissez des sites web de qualité traitant du thème abordé ici, merci de compléter l'article en donnant les références utiles à sa vérifiabilité et en les liant à la section « Notes et références ».
Manuel Pereira Forjaz était gouverneur de l'Angola de septembre 1607 jusqu'en 1611. Il a été précédé par Manuel Cerveira Pereira lors de son premier mandat et Bento Banha Cardoso lui a succédé